# ARFU Asian Rugby Championship 1980
Die ARFU Asian Rugby Championship 1980 war ein Wettbewerb für asiatische Nationalmannschaften in der Sportart Rugby Union. Es handelte sich um die siebte Ausgabe der vom Verband Asian Rugby Football Union (ARFU) organisierten Rugby-Union-Asienmeisterschaft. Beteiligt waren acht Mannschaften, die vom 9. bis 16. November an einem Turnier in Taipeh in zwei Gruppen gegeneinander antraten. Nach dem Finale stand Japan zum siebten Mal als Asienmeister fest.

## Vorrunde

### Gruppe A
|    | Land     | Spiele | Siege | Unent. | Ndlg. | Spiel- punkte | Diff. | Tabellen- punkte |
| -- | -------- | ------ | ----- | ------ | ----- | ------------- | ----- | ---------------- |
| 1. | Südkorea | 3      | 2     | 1      | 0     | 60:33         | + 27  | 5                |
| 2. | Taiwan   | 3      | 2     | 0      | 1     | 77:45         | + 32  | 4                |
| 3. | Thailand | 2      | 0     | 0      | 2     | 61:45         | + 16  | 0                |
| 4. | Singapur | 2      | 0     | 0      | 2     | 25:100        | − 75  | 0                |

| 9. November 1980 | Südkorea | 28 : 12 | Singapur | Taipei Municipal Stadium, Taipeh |
| 9. November 1980 |          |         |          | Taipei Municipal Stadium, Taipeh |

| 9. November 1980 | Taiwan | 26 : 19 | Thailand | Taipei Municipal Stadium, Taipeh |
| 9. November 1980 |        |         |          | Taipei Municipal Stadium, Taipeh |

| 11. November 1980 | Thailand | 30 : 7 | Singapur | Taipei Municipal Stadium, Taipeh |
| 11. November 1980 |          |        |          | Taipei Municipal Stadium, Taipeh |

| 11. November 1980 | Südkorea | 20 : 9 | Taiwan | Taipei Municipal Stadium, Taipeh |
| 11. November 1980 |          |        |        | Taipei Municipal Stadium, Taipeh |

| 13. November 1980 | Südkorea | 12 : 12 | Thailand | Taipei Municipal Stadium, Taipeh |
| 13. November 1980 |          |         |          | Taipei Municipal Stadium, Taipeh |

| 13. November 1980 | Taiwan | 42 : 6 | Singapur | Taipei Municipal Stadium, Taipeh |
| 13. November 1980 |        |        |          | Taipei Municipal Stadium, Taipeh |

### Gruppe B
|    | Land      | Spiele | Siege | Unent. | Ndlg. | Spiel- punkte | Diff. | Tabellen- punkte |
| -- | --------- | ------ | ----- | ------ | ----- | ------------- | ----- | ---------------- |
| 1. | Japan     | 3      | 3     | 0      | 0     | 244:9         | + 235 | 6                |
| 2. | Hongkong  | 3      | 2     | 0      | 1     | 205:51        | + 154 | 4                |
| 3. | Malaysia  | 3      | 1     | 0      | 2     | 18:186        | − 168 | 2                |
| 4. | Sri Lanka | 3      | 0     | 0      | 3     | 4:225         | − 221 | 0                |

| 9. November 1980 | Japan | 91 : 3 | Malaysia | Taipei Municipal Stadium, Taipeh |
| 9. November 1980 |       |        |          | Taipei Municipal Stadium, Taipeh |

| 9. November 1980 | Hongkong | 108 : 0 | Sri Lanka | Taipei Municipal Stadium, Taipeh |
| 9. November 1980 |          |         |           | Taipei Municipal Stadium, Taipeh |

| 11. November 1980 | Hongkong | 91 : 6 | Malaysia | Taipei Municipal Stadium, Taipeh |
| 11. November 1980 |          |        |          | Taipei Municipal Stadium, Taipeh |

| 11. November 1980 | Japan | 108 : 0 | Sri Lanka | Taipei Municipal Stadium, Taipeh |
| 11. November 1980 |       |         |           | Taipei Municipal Stadium, Taipeh |

| 13. November 1980 | Japan | 45 : 6 | Hongkong | Taipei Municipal Stadium, Taipeh |
| 13. November 1980 |       |        |          | Taipei Municipal Stadium, Taipeh |

| 13. November 1980 | Malaysia | 9 : 4 | Sri Lanka | Taipei Municipal Stadium, Taipeh |
| 13. November 1980 |          |       |           | Taipei Municipal Stadium, Taipeh |

## Platzierungsspiele

### Spiel um Platz 3
| 16. November 1980 | Hongkong | 26 : 0 | Taiwan | Taipei Municipal Stadium, Taipeh |
| 16. November 1980 |          |        |        | Taipei Municipal Stadium, Taipeh |

### Finale
| 16. November 1980 15:00 CST | Japan                                                                       | 21 : 12        | Südkorea       | Taipei Municipal Stadium, Taipeh Zuschauer: 8000 |
| 16. November 1980 15:00 CST | Versuche: Kawachi Tsuji Ueyama Ujino Erhöhungen: Ueyama Straftritte: Ueyama | (17:3) Bericht | Straftritte: 4 | Taipei Municipal Stadium, Taipeh Zuschauer: 8000 |